# Верхний Уфалей
Ве́рхний Уфале́й — город в Челябинской области России. Административный центр Верхнеуфалейского городского округа как муниципального образования. В плане административно-территориального деления имеет статус города областного подчинения. Население составляет 22 548 чел. (2023).
Распоряжением Правительства РФ от 29 июля 2014 года № 1398-р «Об утверждении перечня моногородов» Верхнеуфалейский городской округ включён в категорию «Монопрофильные муниципальные образования Российской Федерации (моногорода) с наиболее сложным социально-экономическим положением».

## Этимология
Название поселения произошло от названия реки Уфалейка, в свою очередь гидроним восходит к слову Уфа с добавлением -лей.

## География

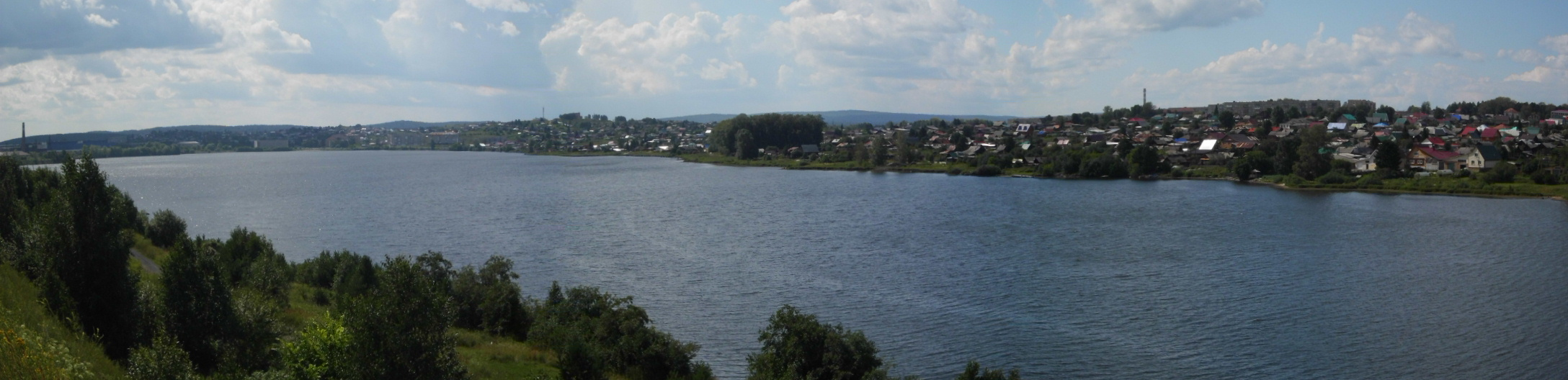
Вид на часть города Верхнего Уфалея (микрорайоны Центральный и Спартак) с юго-восточного берега Верхнеуфалейского пруда на реке Уфалейке

Город расположен на реке Уфалейке (притоке Уфы), в 178 километрах от областного центра города Челябинска, на севере Челябинской области, вблизи от границы со Свердловской областью, в южной части восточного склона Среднего Урала (Уфалейский хребет). Рельеф территории города, в основном, занят Уральскими горами, склоны которых сложены карстовыми породами. На Уфалейке организован пруд. Недалеко находятся озёра Аракуль и Иткуль.

## История

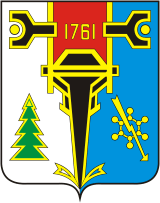
Герб 1975 года

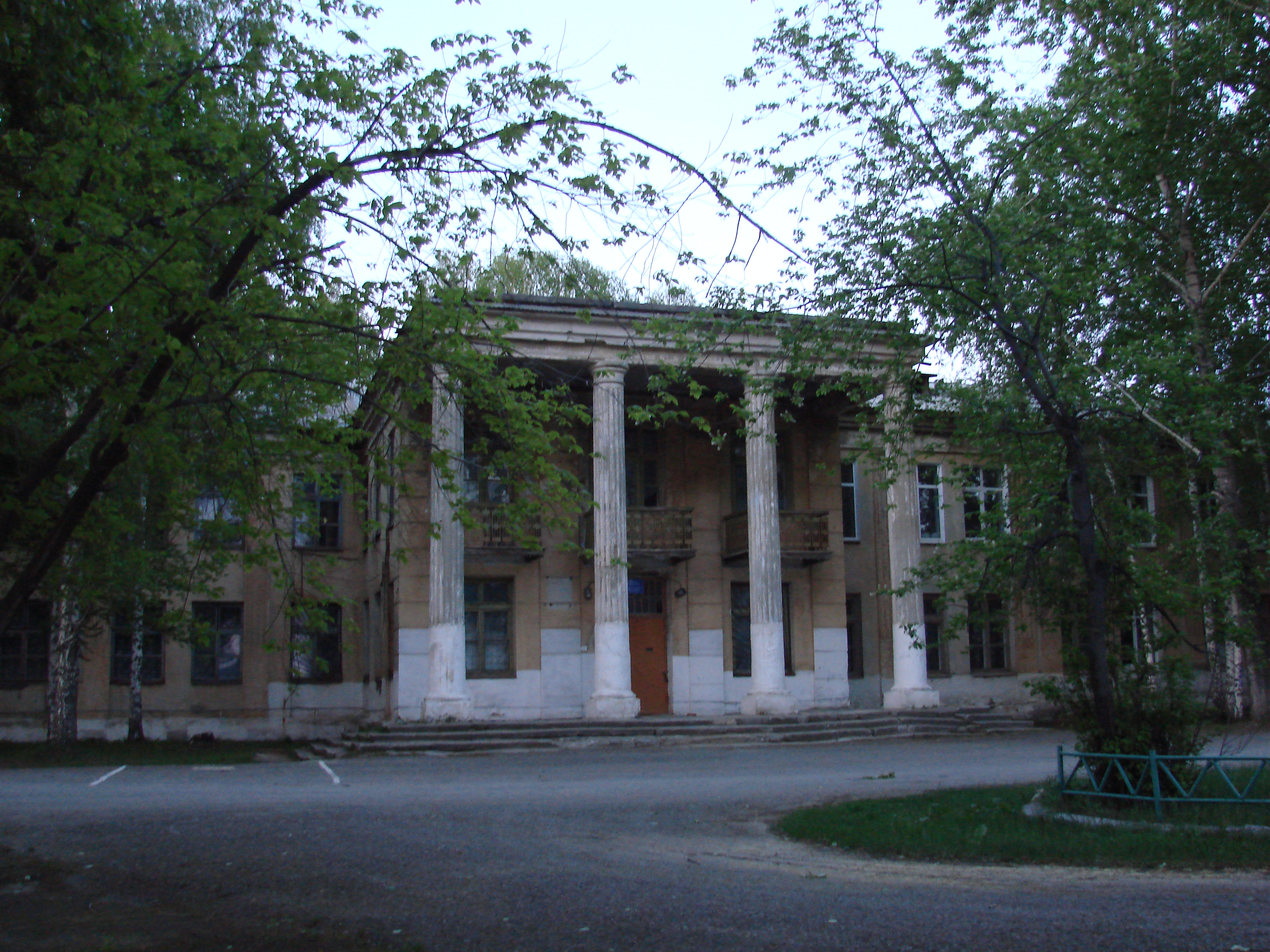
Центральная городская больница в здании бывшего заводского госпиталя

Основан в 1761 году крупным заводовладельцем Иваном меньшим Мосоловым как посёлок при чугуноплавильном и железоделательном заводе на реке Уфалей.
В 1774 году заводские рабочие приняли участие в восстании Емельяна Пугачёва, в ходе боёв Уфалейские заводы были захвачены и сожжены. Верхнеуфалейский завод начал давать продукцию в 1776 году, но Суховязский завод был восстановлен лишь к 1791 году.
С января 1781 года по ноябрь 1923 года входил в состав Екатеринбургского уезда Пермской, а позднее Екатеринбургской губерний, затем был передан в состав Свердловского округа Уральской области.
25 августа 1841 года в связи с неумелым хозяйствованием правительство взяло заводы Сергинско-Уфалейского горного округа, в том числе Уфалейские, под казённый присмотр.
Перед реформой 1861 года Сергинско-Уфалейский горный округ занимал третье место среди уральских горнозаводских предприятий по величине основного и оборотного капитала, техническому оснащению производства и объёму выпускаемой продукции.
Однако возможности в развитии хозяйства Сергинско-Уфалейских горных заводов не обеспечивались финансовыми средствами их владельцев. На промышленное развитие округа с конца 1850-х и до начала 1880-х годов отрицательно влиял редкий по своему размаху и уродливому проявлению раздор между владельцами.
С 1861 по 1865 год хозяйство находилось в казённом присмотре, с 1867 года — в дворянской опеке, в 1879 году — снова в казённом присмотре. Все эти переходы хозяйства в разные виды управления имели один результат — растущую задолженность округа. Ближайшие родственники малолетних наследников К. М. Губина буквально ограбили округ, изъяв оборотный капитал. Их деятельность по управлению и опеке над хозяйством сопровождалась подлогами, незаконными залогами продукции, хищением средств, носила уголовно-авантюрный характер.
В 1881 году Уфалейские заводы (Уфалейский, Суховязский и Нижнеуфалейский) перешли во владение Товарищества Сергинско-Уфалейских горных заводов. Это был один из первых случаев акционирования на Урале. Изучив ещё в 60-е годы XIX века состояние дел в округе, торговый дом «Мейер и Ко» совместно с фирмой Гинцбургов в начале 1880-х годов решили купить это перспективное, но полуразвалившееся хозяйство. Для покупки и эксплуатации округа было организовано Товарищество Сергинско-Уфалейских горных заводов, устав которого был утверждён 6 ноября 1881 года.
19 мая 1890 года произошёл катастрофический пожар, сгорели церкви, школы, более 1000 жилых домов, пострадали помещения фабрики.
В феврале 1907 года большевиками была создана Уфалейско-Кыштымская организация РСДРП, ставшая третьей по численности на Урале, куда вошли свыше 500 рабочих Верхнего и Нижнего Уфалея, Верхнего и Нижнего Кыштыма, Нязепетровска и ряда других сёл.
С марта по октябрь 1917 года в посёлке были созданы совет рабочих депутатов, профсоюзы и отряд Красной гвардии. В июле 1918 года Верхний Уфалей был захвачен чехами. 15 июля 1919 года посёлок был освобождён красноармейцами 39-го стрелкового полка Пятой стрелковой дивизии 2-й армии Восточного фронта красных под командованием С.В. Домолазова.
С ноября 1923 года Верхний Уфалей являлся посёлком городского типа Каслинского района Свердловского округа Уральской области.
27 августа 1928 года получил статус рабочего посёлка, 26 апреля 1940 года — города районного значения. С 1934 года в составе Челябинской области, при этом к Уфалейскому району присоединён упразднённый Каслинский район бывшей Уральской области.
В августе 1933 года дал первую продукцию первенец никелевой промышленности СССР Уфалейский никелевый завод.
9 февраля 1944 года Верхний Уфалей получил статус города областного подчинения, Уфалейский район Челябинской области преобразован в Каслинский район.
В годы Великой Отечественной войны из Уфалейского района и районного центра было призвано 16 147 человек, из них погибло 7172. В Верхнем Уфалее были сформированы и отправлены на фронт: 47-я отдельная стрелковая курсантская бригада, 37-я (в дальнейшем Слуцко-Померанская Краснознамённая орденов Суворова 2-й степени и Кутузова 2-й степени), 54-я (в дальнейшем 11-я гвардейская), 55-я (в дальнейшем 12-я гвардейская) механизированные бригады, 119-я (в дальнейшем в связи с потерями переформирована в 7-й гвардейский танковый полк прорыва), 166-я танковые бригады, 162-я стрелковая дивизия (2-го формирования), 1106-й, 1107-й (в дальнейшем 87-й гв. САП), 1108-й (в дальнейшем 261-й гвардейский) пушечно-артиллерийские полки, 611-й лыжный батальон. В городе был развёрнут тыловой эвакогоспиталь № 3115 в который в 1941—1944 годах было эвакуировано 6624 тяжелораненых требующих длительного лечения, из них около 80 % по излечению возвращены в действующую армию. 17 февраля 1944 года госпиталь переведён в Полтавскую область УССР в город Миргород. В В. Уфалей также было эвакуировано около 5000 мирного населения, а также предприятия: завод № 378 НКЭП (Гурьев), Елецкий завод галетных элементов № 351 НКЭП, Киевский завод «Экономайзер» (на его базе сформирован Уфалейский литейно-механический завод), заводы «Электропечь», «Электроуголь» (Ленинград), «Электросигнал» треста № 14 НКПС, Саратовский завод щелочных аккумуляторов (на его базе сформирован завод «Уралэлемент»), Орловская шпагатная фабрика.

## Население

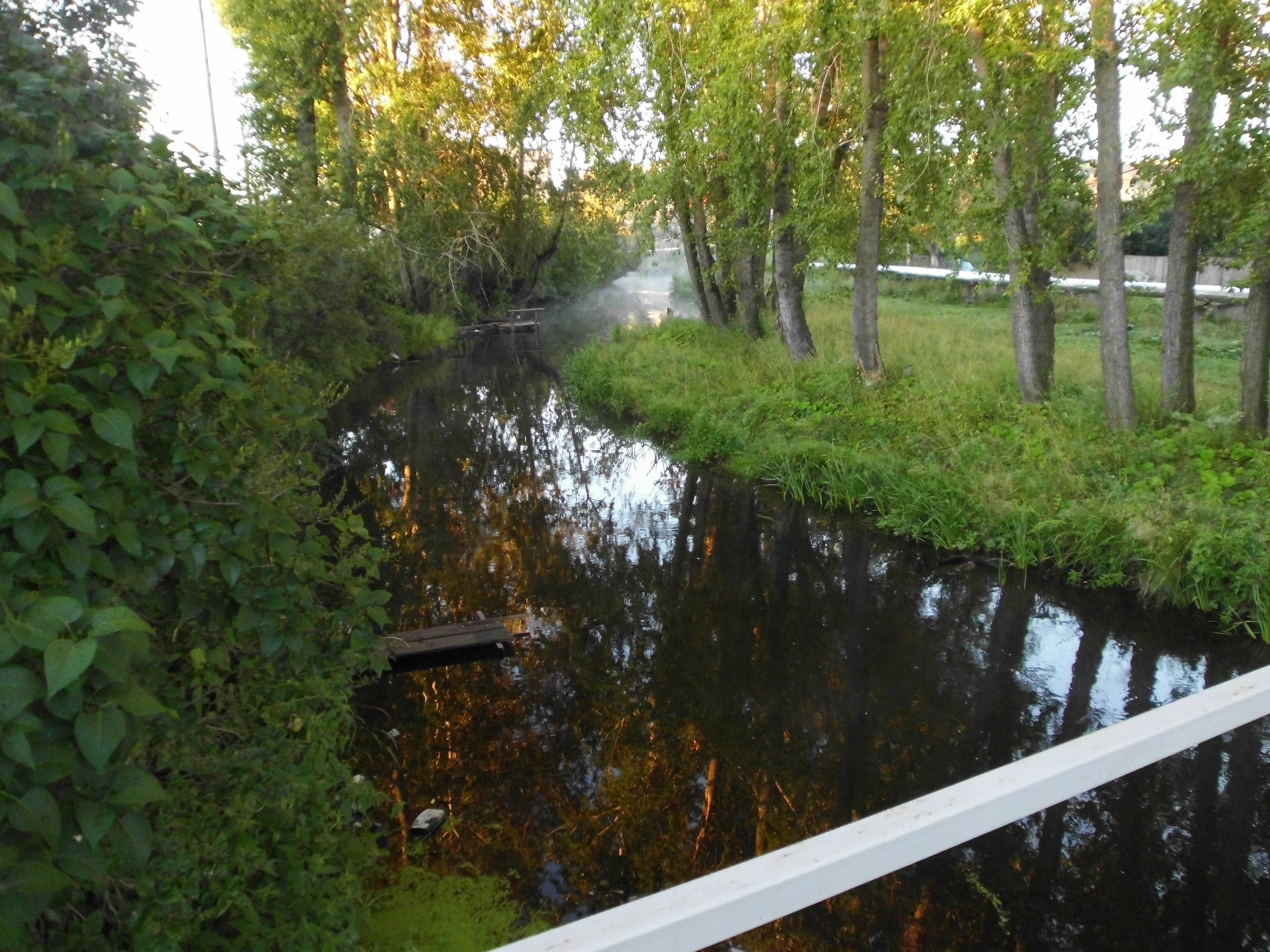
Река Уфалейка на территории города ниже пруда по течению

| \| 1931[10] \| 1939[10] \| 1959[11] \| 1967[10] \| 1970[12] \| 1979[13] \| 1989[14] \| 1992[10] \| 1996[10] \| \| -------- \| -------- \| -------- \| -------- \| -------- \| -------- \| -------- \| -------- \| -------- \| \| 13 700 \| ↗25 600 \| ↗36 934 \| ↗40 000 \| ↘37 888 \| ↗38 595 \| ↗40 061 \| ↘39 800 \| ↘37 500 \| \| 1998[10] \| 2002[15] \| 2003[10] \| 2005[10] \| 2006[10] \| 2007[10] \| 2008[16] \| 2009[17] \| 2010[18] \| \| ↘37 000 \| ↘34 360 \| ↗34 400 \| ↘33 700 \| ↘33 500 \| ↘33 200 \| ↘31 751 \| ↗32 721 \| ↘30 481 \| \| 2011[19] \| 2012[20] \| 2013[21] \| 2014[22] \| 2015[23] \| 2016[24] \| 2017[25] \| 2018[26] \| 2019[27] \| \| ↘30 434 \| ↘29 976 \| ↘29 518 \| ↘29 096 \| ↘28 580 \| ↘28 267 \| ↘27 879 \| ↘27 498 \| ↘26 885 \| \| 2020[28] \| 2021[29] \| 2023[2] \| \| \| \| \| \| \| \| ↘26 716 \| ↘22 981 \| ↘22 548 \| \| \| \| \| \| \| 10 000 20 000 30 000 40 000 50 000 1970 1998 2007 2012 2017 2023 |         |         |         |         |         |         |         |         |
| 1931 | 1939    | 1959    | 1967    | 1970    | 1979    | 1989    | 1992    | 1996    |
| 13 700 | ↗25 600 | ↗36 934 | ↗40 000 | ↘37 888 | ↗38 595 | ↗40 061 | ↘39 800 | ↘37 500 |
| 1998 | 2002    | 2003    | 2005    | 2006    | 2007    | 2008    | 2009    | 2010    |
| ↘37 000 | ↘34 360 | ↗34 400 | ↘33 700 | ↘33 500 | ↘33 200 | ↘31 751 | ↗32 721 | ↘30 481 |
| 2011 | 2012    | 2013    | 2014    | 2015    | 2016    | 2017    | 2018    | 2019    |
| ↘30 434 | ↘29 976 | ↘29 518 | ↘29 096 | ↘28 580 | ↘28 267 | ↘27 879 | ↘27 498 | ↘26 885 |
| 2020 | 2021    | 2023    |         |         |         |         |         |         |
| ↘26 716 | ↘22 981 | ↘22 548 |         |         |         |         |         |         |

На 1 января 2025 года по численности населения город находился на 613-м месте из 1124 городов Российской Федерации.
Проживают русские, татары, башкиры.

## Экономика

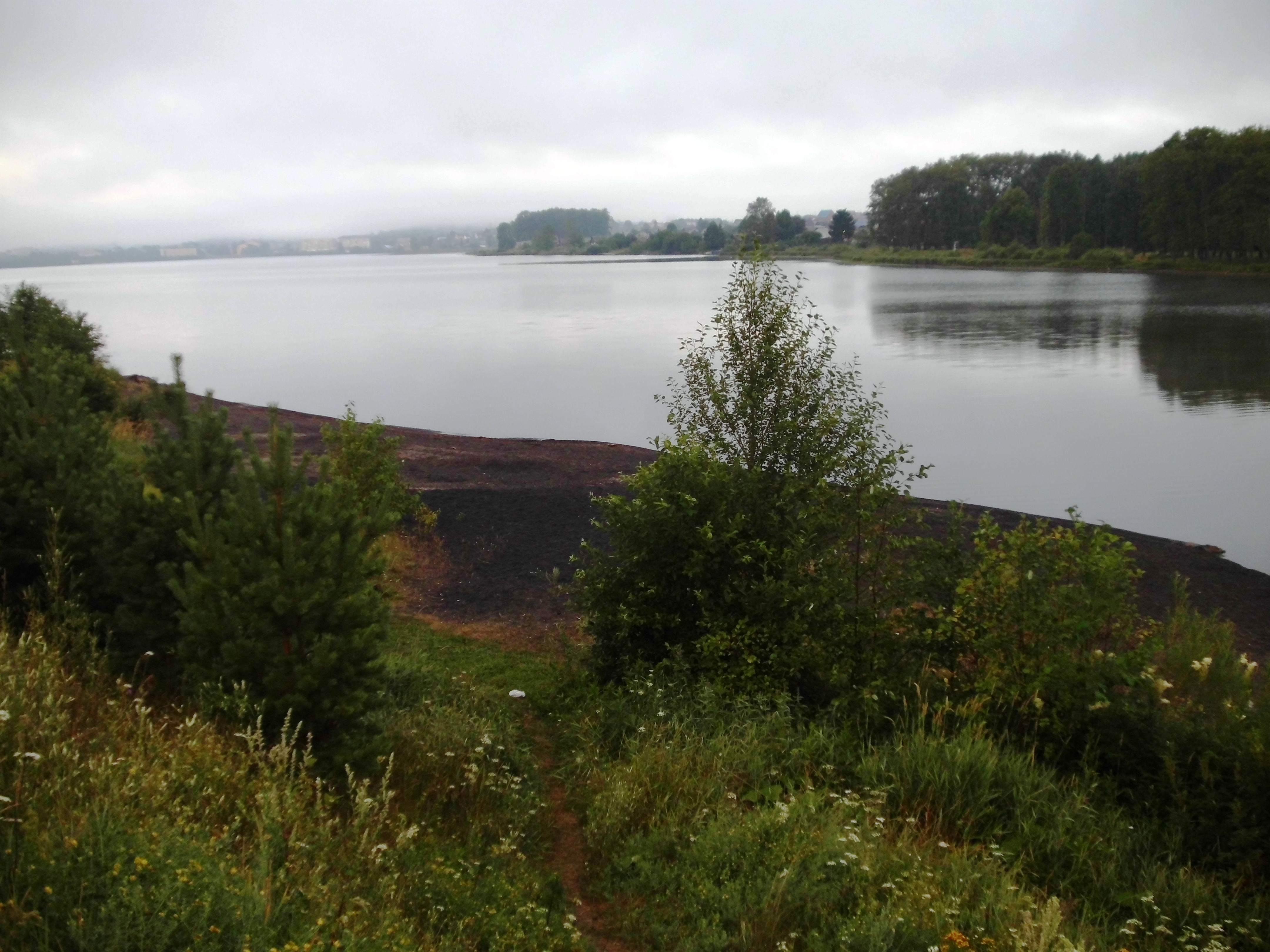
Участок юго-восточного берега Верхнеуфалейского пруда на реке Уфалейке — источника водоснабжения города, состоящий из смытого шахтно-печного шлака комбината «Уфалейникель», использованного для отсыпки насыпи на железнодорожной станции Верхний Уфалей

Промышленность города ориентирована главным образом на машиностроение и металлургию. Градообразующим предприятием являлось ОАО «Уфалейникель» — первый никелевый комбинат в стране и 2-й по объёму (по состоянию до 2017 г.) в России производитель никеля и кобальта. В апреле 2017 года прекратил свою деятельность, оборудование законсервировано. В августе 2020 года губернатором Челябинской области было объявлено о строительстве новых предприятий на базе прекратившего свою деятельность никелевого комбината.
Также действуют
- локомотивное депо Верхний Уфалей,
- АО «УГШК Вагонное депо Верхний Уфалей»,
- ООО «МетМашУфалей»,
- ООО «Литейный центр»,
- АО «Верхнеуфалейский завод „Уралэлемент“»
- завод «Металлист»,
- АО «Дормаш» (производство дорожных машин),
- предприятия лесной промышленности,
- АО «Уралмрамор» (добыча и обработка мрамора),
- ООО «Уфалейхлебзавод».

Предприятиями обрабатывающей промышленности за 2007 год отгружено продукции собственного производства по чистым видам деятельности на 13 млрд руб. Безработица в городе приблизительно в два раза превышает средний уровень по Челябинской области.
В связи с тяжёлой экономической ситуацией город получил статус территории опережающего социально-экономического развития.

## Спорт
«Никельщик» — команда по хоккею с мячом. Выступает в высшей лиге первенства России.

## Образование
В Верхнем Уфалее действуют представительства
- Челябинского государственного университета.
- Южно-Уральского государственного гуманитарно-педагогического университета.

## Здравоохранение
- Государственное бюджетное медицинское учреждение «Городская больница г. Верхний Уфалей»,
- государственное бюджетное медицинское учреждение здравоохранения «Стоматологическая поликлиника г. Верхний Уфалей».

## СМИ
- Газета «Уфалейский рабочий»

### Радиостанции
- 98.3 FM — Радио Наташа;
- 99.0 FM — Радио Пауза;
- 101.5 FM — Радио Дача;
- 102.2 FM — Радио Уфалея;
- 103.6 FM — Радио России / Радио Южный Урал;

## Религия

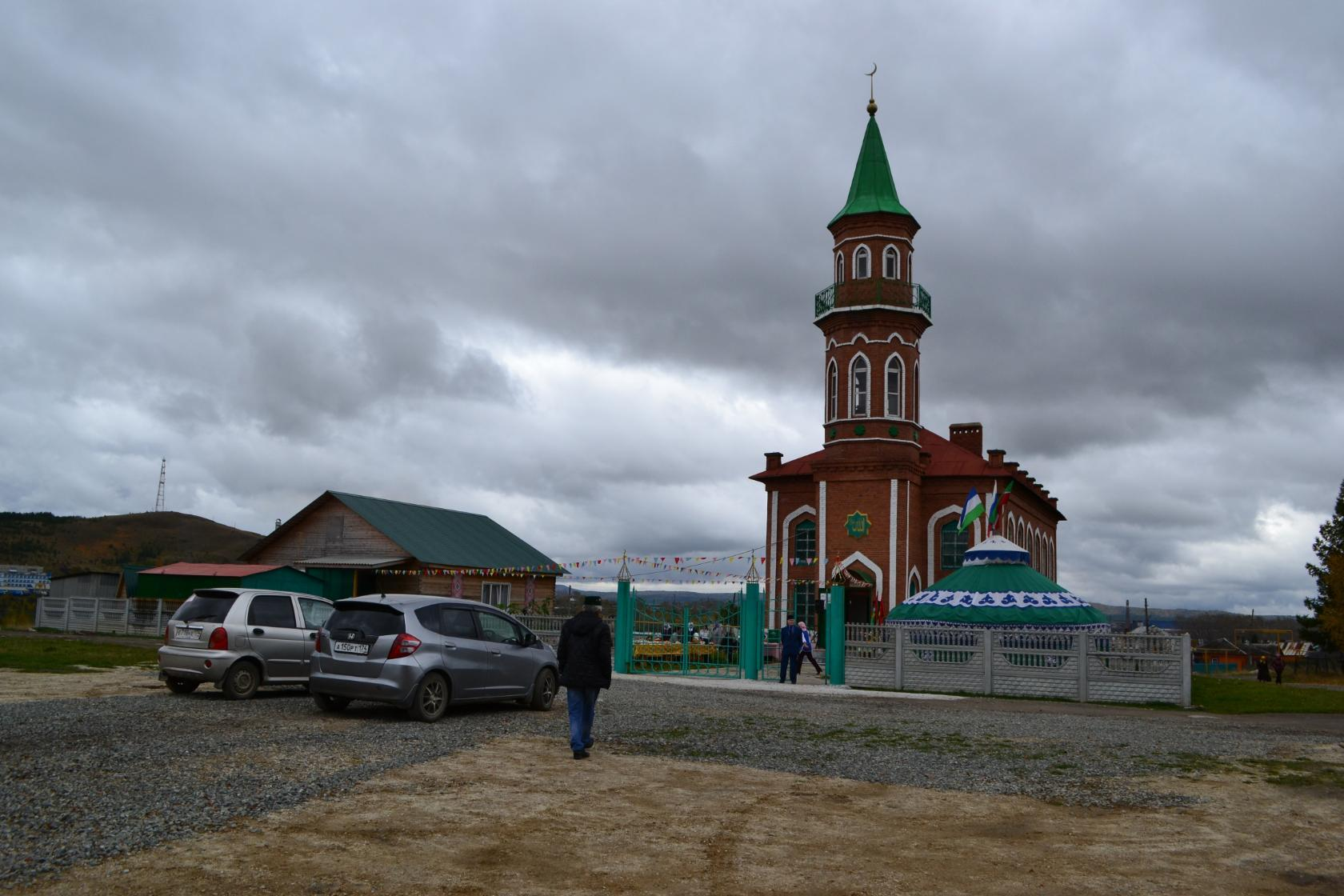
Мечеть г. Верхнего Уфалея

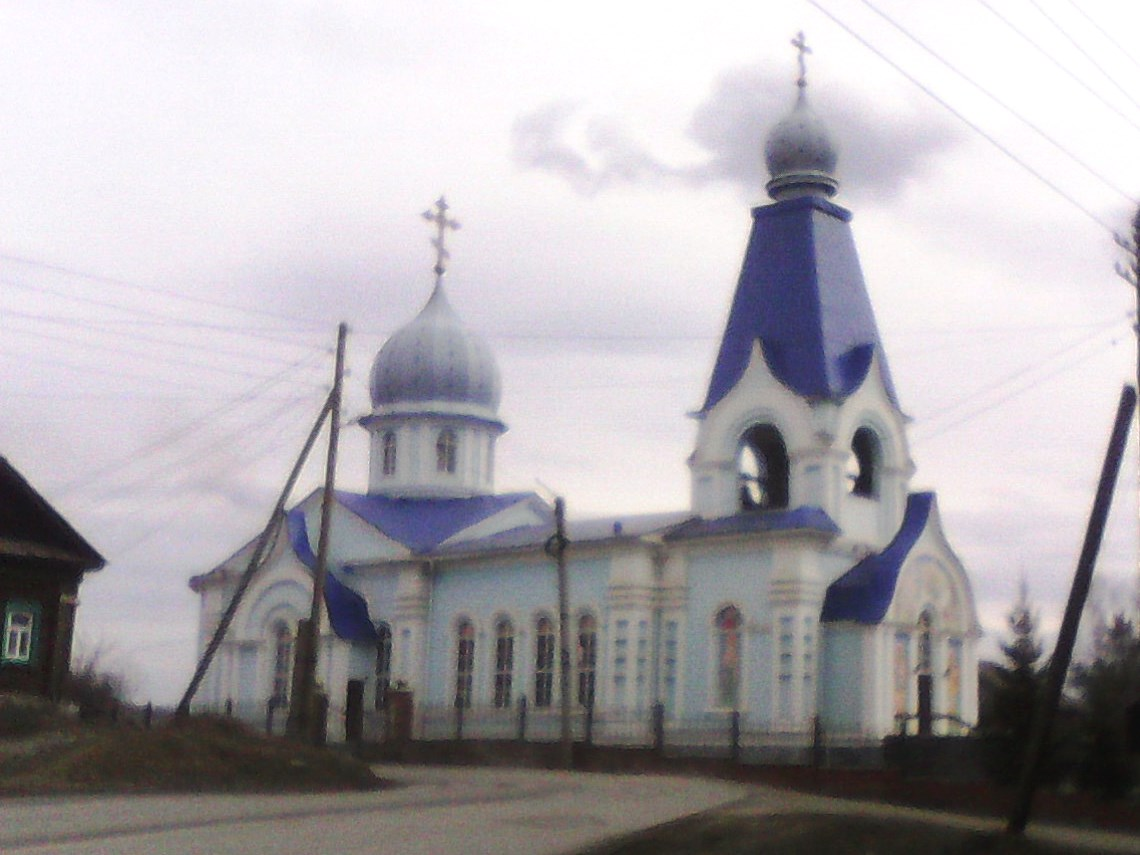
Храм Рождества Пресвятой Богородицы на перекрёстке улиц Кирова, Прямицына и Пионерской

По данным Екатеринбургской епархии, первые храмы появились на территории Уфалейского и Суховязского заводов в XVIII веке, они возводились одновременно со строительством поселений. Первоначально это были небольшие часовенки и кладбищенская церковь, построенная в 1777 г. при восстановлении завода после Пугачёвского восстания, а также заводская церковь, построенная в 1805 г., сгоревшая в 1810 г.
В 1816—1819 гг. возведён каменный трёхпрестольный Спасо-Преображенский храм (Белая церковь). Основной объём храма выполнен в форме ротонды и напоминает стиль русского зодчего Матвея Казакова. Возможно, это работа не его, а одного из его учеников М. П. Малахова. Старожил Верхнего Уфалея Н. И. Савельев вспоминал в 1992 г., что Белая церковь «была красавицей», стояла на Красной площади, не менее 60 м её стен занимала копия картины А. А. Иванова «Явление Христа народу».
Во время большого пожара 1890 г. у церкви сгорела крыша, разрушилась колокольня, в 1893 г. отремонтированная, в 1940 г. с неё сбросили колокола, а саму церковь взорвали. В 1840-х гг. на территории Верхнеуфалейского завода открылась деревянная часовня, которую расширили пристроем колокольни в 1854 г., а в 1860 г. обратили в единоверческую церковь: раскольники появились в Уфалее после приобретения заводов М. П. Губиным в январе 1793 г. (450 поповцев и 98 беспоповцев-поморцев). После пожара 1890 года церковь отстроена вновь, наречена Вознесенской.
2 октября 1908 г. в Верхнем Уфалее отслужен молебен на месте строительства нового православного храма. Назвали его Свято-Троицким (1913 г.), или Красной церковью. Его разрушили в 1929—1931 гг., пустив кирпич на строительство цехов Уфалейского никелевого завода. В 1915 г. в Уфалее было 4 церкви: Вознесенская, Спасо-Преображенская, Троицкая и приписная кладбищенская и 5 часовен: две на закрытых кладбищах, одна на Суховязском заводе, по одной на г. Кособрядской и территории больницы.
В Верхнем Уфалее по требованию прихожан 2 января 1993 г. состоялись закладка и освящение места для храма Рождества Пресвятой Богородицы. У истоков строительства стояли глава городской администрации В. И. Калистратов, его заместитель Ю. В. Абдурахимов, директор ОАО «Уфалейский завод металлургического машиностроения» Г. С. Доценко и др. В 2001 г. силами отдела капитального строительства ОАО «Уфалейникель» построена часовня недалеко от храма, на Аптечном ключе. Ещё одна часовня действует в летнее время на городском кладбище, в ней совершается отпевание умерших.
При храме действует воскресная школа. Первое время занятия проводились в городском музее, с 1994 г. проводится благословение детей на новый учебный год. В ночь на 19 января во время крещенской службы совершаются крестный ход и великое освящение воды на Аптечном ключе. Приход поддерживает связи с одним из самых знаменитых монастырей Оптиной пустынью. Обитель подарила храму 12 частиц мощей оптинских старцев.
Дом молитвы христиан веры евангельской «Свет Евангелия»
Имеется мечеть.
С 2016 года действует община буддистов школы Кагью.

## Достопримечательности
- Сквер Победы — музей под открытым небом. Расположен рядом с центральной площадью и зданием администрации. Включает в себя собрание военной техники различных исторических периодов XX века. Формирование музея началось в 1999 году в преддверии юбилея Победы. Первой была установлена 100-миллиметровая зенитная пушка КС-19 образца 1947 года, которая разместилась на площадке Детского парка, недалеко от Венка Славы, посвящённого памяти работников Уфалейского металлургического завода, погибших в годы Великой Отечественной войны. Практически сразу рядом была установлена учебная танковая 76-мм пушка Ф-34 от танка Т-34-76, она была найдена в 1999 году при строительстве гаражных боксов за зданием музея, в котором в годы Великой Отечественной войны располагалась столовая 29 Отдельного учебного танкового полка (29 ОУТП, г. Сталинград), находившегося в эвакуации в Верхнем Уфалее в 1942—1947 годах и готовившего специалистов различных танковых профессий — водителей-механиков, башенных стрелков, командиров танкового расчёта, радистов и так далее. В начале 2000 года появилась БМП-1 (боевая машина пехоты) с 73-мм гладкоствольным орудием, буквально через две недели — БРДМ-2 — боевая разведывательная дозорная машина. Последней в коллекции двадцатилетней давности стала 76-мм дивизионная пушка образца 1942 года (ЗиС-3). Историю появления техники можно изучить в статье[40].
- Историко-краеведческий музей Верхнего Уфалея. В экспозиции музея находится большой литературно-краеведческий материал, который активно используется учащимися Верхнеуфалейского городского округа. Одним из главных направлений литературно-краеведческой деятельности музея на сегодняшний день являются сохранение, преумножение и трансляция памяти о писателе Павле Северном — писателе, поэте, журналисте, драматурге, путешественнике[41]. Под Историко-краеведческом музеем открыто для посещения необычное помещение в старом купеческом доме[42].
- Сквер Победы в городе Верхний Уфалей. В сквере представлена военная техника времён Великой Отечественной войны, оборудована парковая зона и скамейки. Здесь располагается памятник «Воину-победителю», скульптор В. Н. Цепенев. Открыт памятник в 1985 году, в 2015 была проведена реконструкция, рядом с монументом были установлены памятные доски. В том же году был зажжён Вечный огонь[43].
- Памятник рабочему-защитнику, вставшему на защиту революции. Изготовлен на Каслинском заводе. Решение об установке целой серии этих памятников (предположительно 10) принималось на совещании директоров заводов Уральского металлургического треста, состоявшемся в Екатеринбурге в 1921 году. Открыт памятник 6 ноября 1923 года. В создании скульптуры рабочего принимал участие внук академика и заслуженного профессора Императорской Академии художеств Петра Карловича Клодта фон Юргенсбурга. Звали внука Константин Александрович Клодт фон Юргенсбург. Создателем скульптуры считается скульптор Павел Викторович Серегеев. По сохранившейся информации, Константин Александрович создал макет головы рабочего, но само участие в работе человека с такой известной не только в России фамилией, отодвинуло имя Сергеева на второй план. Памятники установили в следующих городах: Верхний Уфалей, Касли, Златоуст, Нижний Уфалей, Ревда, Полевской, Карабаш, Сысерть, Тула, Лысьва. Скульптура отливалась практически по одному макету. Все они очень похожи. Главное отличие состоит только в постаментах. В Верхнем Уфалее водрузить рабочего решили на ротонду[44].
- Музей под открытым небом возле проходной ООО «OrangeSteel» (так с 2021 года называется предприятие) в Верхнем Уфалее, расположен поблизости от заводского, а теперь уже городского пруда. Данное предприятие — последователь знаменитого Верхнеуфалейского (до 1818 года — Уфалейского) чугуноплавильного и железоделательного завода. Выставка продукции, которую выпускали в разные времена на Верхнеуфалейском заводе, продемонстрирована в музее, который организован неподалёку от проходной предприятия[45].
- Памятный знак « Морякам всех поколений»—установлен на берегу городского пруда 21 мая 2022года по улице Ленина, рядом с городской набережной. Знак установлен на средства военных моряков города, по инициативе сообщества военных моряков «Братишка». Автор памятного знака, бывший моряк-подводник ,Золотых Александр Вячеславович. На все значимые военно-морские праздники, ровно в 12-00 ,отбивается рында и на флагштоках памятного знака поднимаются флаги ВМФ.[46]
- Озеро Иткуль — гидрологической памятник природы. Его размеры достаточно внушительные: с севера на юг оно протянулось на 7 километров и это при ширине в 5 километров. Впечатляющей для большинства водоёмов региона является и глубина озера. Средняя величина составляет 7,8 метра, а максимальная 16,6 метра. Вода холодная. Одной из причин является большое количество родников. Прозрачность воды 5 метров. Пополняется озеро и за счёт впадающих в него речек: Зюзелка, Буркалка, Карабайка и Долгая. Через ручей Исток озеро делится своей водой с озером Синара[47].
- Бывший завод и плотина на реке Суховяз. Старая плотина Суховязского завода расположена на берегу одноимённого пруда. Дата строительства примерно — 1772 год, в одно время со строительством Суховязского железоделательного завода. Плотина перегородила речку Большой Суховяз и позволила наполнить ложе водохранилища[48].
- Черемшанские карьеры вблизи Верхнего Уфалея[49].

## Транспорт
Через город проходит автомобильная дорога регионального значения 75К-011 Красноуфимск — Арти — Нязепетровск — Верхний Уфалей — Касли. Также региональные автодороги до городов Куса (через Нязепетровск) и Полевской.
В городе действут автостанция, осуществляются пассажирские перевозки в междугородном сообщении с городами Екатеринбургом, Челябинском, Касли, Кыштымом, Полевским, Нязепетровском и в пригородном сообщении до Нижнего Уфалея, Уфимки, села Иткуль.
Железнодорожный транспорт представлен железнодорожной станцией Верхний Уфалей Южно-Уральской железной дороги на участке Челябинск — Екатеринбург Уральской железнодорожной рокады.
Между Верхним Уфалеем и Москвой железнодорожное сообщение было налажено в декабре 1895 года. Каждый час услугами железнодорожной станции Верхний Уфалей пользуются более 30 пассажиров. Через станцию Верхний Уфалей курсируют пассажирские поезда дальнего следования Санкт-Петербург — Челябинск, Новый Уренгой — Оренбург, Тюмень — Махачкала, Уфа — Приобье, Нижневартовск-Самара, Челябинск-Курган-Москва, Оренбург-Приобье; а в пригородном сообщение налажено по маршрутам Челябинск — Верхний Уфалей, Екатеринбург — Верхний Уфалей.